# Bradysia ponticula
Bradysia ponticula är en tvåvingeart som beskrevs av Hans-Georg Rudzinski 2006. Bradysia ponticula ingår i släktet Bradysia och familjen sorgmyggor.
Artens utbredningsområde är Tyskland. Inga underarter finns listade i Catalogue of Life.